# Afrika-Verein der deutschen Wirtschaft
Der Afrika-Verein der deutschen Wirtschaft e. V. (kurz Afrika-Verein oder AV) ist ein Verein und Außenwirtschaftsverband mit dem Ziel der Förderung der wirtschaftlichen Beziehungen zwischen Deutschland und den Ländern Afrikas.
Zu den wichtigsten Zwecken zählt die Interessenvertretung seiner Mitgliedsunternehmen, die Organisation von Veranstaltungen, Konferenzen, Roundtables und Delegationsreisen sowie die Information über wirtschaftliche und politische Ereignisse rund um Afrika.

## Überblick
Jährlich werden mehr als 100 Veranstaltungen in Deutschland und Afrika organisiert. Dazu gehören u. a. branchenbezogene Foren, wie z. B. das German-African Energy Forum oder das German-African Healthcare Forum sowie auch branchenübergreifende Foren wie die Konferenz Africa Trade & Invest. Daneben finden auch länderbezogene Konferenzen, wie z. B. das German-Nigerian Business Forum oder das Kenya Business Forum statt. Der Verein ist zudem neben dem Deutschen Industrie- und Handelskammertag (DIHK), dem Bundesverband der Deutschen Industrie (BDI) und dem Bundesverband Großhandel, Außenhandel, Dienstleistungen (BGA) einer der Träger der Subsahara-Afrika Initiative der deutschen Wirtschaft (SAFRI) und als solcher Mitorganisator des seit 2018 stattfindenden G20-Investitionsgipfels Compact with Africa.
Jährlich organisiert der Afrika-Verein zudem Delegationsreisen von deutschen Unternehmen in afrikanische Länder. Im Jahr 2023 wurden diese nach Marokko, Senegal, Côte d’Ivoire, Kenia, Uganda und Ghana durchgeführt. Der Verein pflegt darüber hinaus intensive Kontakte mit der Bundesregierung, afrikanischen Regierungen und Botschaften sowie mit Verbänden und NGOs.

## Geschichte
1934 wurde er als Afrika-Verein Hamburg-Bremen ins Vereinsregister eingetragen. Mit dem Ende des Zweiten Weltkriegs musste er seine Aktivitäten vorübergehend einstellen, doch konnte er bereits 1948 seine Vereinsarbeit wieder aufnehmen. In den folgenden Jahren verlor der Bremer Flügel zunehmend an Bedeutung, so dass seine Umbenennung in Afrikaverein Hamburg erfolgte. 2012 eröffnete der Afrika-Verein seine Berliner Geschäftsstelle und verlagerte einen Großteil der Mitarbeiterinnen und Mitarbeiter in die Hauptstadt. 2021 verlegte der Verein seinen Sitz in Hamburg vom Neuen Jungfernstieg 21 in die Bleichenbrücke 9.

## Afrika-Verein der deutschen Wirtschaft heute
Der Verein zählte im Jahr 2024 456 Mitgliedsunternehmen. Dazu gehören global agierende Konzerne, wie die Robert Bosch GmbH, Volkswagen AG, Airbus SE oder Bayer AG, sowie auch Banken, wie die Commerzbank AG, Deutsche Bank oder auch die Entwicklungsbank der Weltbank International Finance Corporation. Die zahlenmäßig meisten Mitglieder sind jedoch kleine und mittlere Unternehmen des deutschen Mittelstands. In zunehmendem Maße zählen auch deutsche und afrikanische Handelskammern sowie institutionelle, nicht-profitorientierte Mitglieder, wie die Konrad-Adenauer-Stiftung, die Deutsche Gesellschaft für Auswärtige Politik oder die GIZ zum Afrika-Verein. Man unterhält Geschäftsstellen in Hamburg und Berlin.
Seit einigen Jahren betreibt der Verband auch Initiativen wie indeed Africa! - The Young Business Network oder Afrika-Verein Women in Power zur Unterstützung und Vernetzung von Start-Ups und Frauen.
Vorsitzende des Präsidiums ist seit April 2023 Sabine Dall'Omo, Vorstandsvorsitzende von Siemens Südafrika. Die Funktionen des Hauptgeschäftsführers nimmt Christoph Kannengießer seit Juni 2012 wahr.